# Matt Sorum
Matthew William "Matt" Sorum, född 19 november 1960 i Mission Viejo, Kalifornien, är en amerikansk musiker av engelskt och norskt ursprung.
Sedan 2002 är Sorum trummis i Velvet Revolver. Tidigare har han bland annat varit medlem i Guns N' Roses och The Cult. Han har även gett ut soloalbumet Hollywood Zen (2003). Han ersatte Steven Adler i Guns N' Roses 1990, tre år efter den banbrytande skivan Appetite for Destruction gavs ut. Han spelade in Use Your Illusion I och Use Your Illusion II och satt bakom trumsetet under hela turnén för albumen. Han blev sparkad från Guns N' Roses 1997.
Sorum spelade med Motörhead på deras USA turné 2009 då Mikkey Dee var med i Kändisdjungeln. Hans trumspel har även lånats ut till bandkollegan Slash på hans soloprojekt Slash's Snakepit. 